# دیادین
دیادین (به ترکی استانبولی: Diyadin، به ارمنی: Տատէոն، به کردی: Giyadîn)  شهری است در کشور ترکیه که در استان آغری واقع شده‌است. جمعیت این شهر بر اساس سرشماری سال ۲۰۰۸ میلادی ۱۹٬۰۸۹ نفر و بر اساس برآوردهای سال ۲۰۰۹ میلادی ۱۹٬۱۸۸ نفر می‌باشد.